# Port lotniczy Bogota-El Dorado
Port lotniczy Bogota-El Dorado (IATA: BOG, ICAO: SKBO) – międzynarodowy port lotniczy położony 15 km na zachód od Bogoty. Jest największym portem lotniczym w Kolumbii. W 2006 obsłużył 9 mln pasażerów. Jest on węzłem linii lotniczej Avianca. Jest to największy port lotniczy Ameryki Łacińskiej w zakresie obsłużonych towarów z 593 946 ton (2010) i trzecim pod względem ruchu pasażerskiego, za São Paulo-Guarulhos i Meksyk-Benito Juárez, z 18,9 mln pasażerów w 2010 r., jak także głównym międzynarodowym i krajowym węzłem lotniczym w kraju, służąc jako węzeł dla Avianca (narodowy przewoźnik Kolumbii), Copa Airlines Colombia, Aires, SATENA, EasyFly i innych firm cargo. Jest on zarządzany przez Operadora Aeroportuaria Internacional (OPAIN), konsorcjum złożone z kolumbijskich firm budowlanych i inżynieryjnych i Flughafen Zürich AG.
El Dorado obsługuje 49% całości ruchu lotniczego w kraju. Obsługuje ona wszystkie loty krajowe i międzynarodowe i szczyci się trzecim co do wielkości lądowiskiem na świecie z 6,9 km² (1700 ha) ziemi. El Dorado znajduje się około 15 kilometrów na zachód od centrum miasta, Avenida El Dorado (26 ulic), jeden z najszybszych dróg w Bogocie, zapewnia dostęp pasażerów do centrum miasta. Pod koniec 2008 roku rozpoczęto budowę nowej linii TransMilenio, która połączy lotnisko z układem komunikacyjnym miasta.

## Historia
Terminal Pasażerski El Dorado został zaprojektowany w czasie rządu gen. Gustavo Rojas Pinilla. Jego budowa rozpoczęła się w 1955 roku i zakończono w końcu 1959 roku, zastępując tymczasowy terminal i łącząc inne części w zupełnie nowe lotnisko. Nowy terminal składał się z kilku dróg kołowania, platform obsługi, parkingów, piwnic, poczekalni i innych udogodnień. Na drugim piętrze składał się z hali odlotów i restauracji. Trzecie piętro to głównie biura linii lotniczych i innych usług związanych z lotniskiem.
Czwarte piętro było w posiadaniu biura zarządzania aż do piątego piętra. Na szóstym piętrze zawarte były głównie urządzenia do meteorologii i elektrowni pomocnej dla żeglugi powietrznej ECA. Na siódmym piętrze znajdują się urządzenia kontrolne tras dróg startowych i dróg kołowania, a na ósmym radar kontrolny. Dziewiąte piętro jest zajęte przez urządzenia elektryczne, a dziesiąte piętro jest w posiadaniu wieży kontrolnej i kontrolerów ruchu lotniczego.
W 1973 lotnisko obsłużyło prawie trzy miliony pasażerów i prawie 5 milionów sztuk bagażu. Ten rok okazał się jednym z najbardziej dochodowych dla przemysłu lotniczego. W tym czasie wystąpiła konieczność budowy drugiego pasa startowego, ponieważ pojawiły się obawy, że w ramach gwałtownego rozwoju doprowadzi to do ograniczeń w przyszłości. W 1981 roku Avianca podjęła się budowy Terminala Puente Aereo otwartego przez prezydenta Julio César Turbay Ayala, aby obsługiwać loty z Bogoty do Cali, Medellín, Miami i Nowego Jorku. W 1990 Aerocivil przeniósł się na trzecie piętro w budynku głównym. W tym samym roku, Centro de Aeronáuticos na wschodnią część lotniska do Krajowego Centrum ds. Aeronawigacji. W 1998 drugi pas startowy został oficjalnie otwarty.
W ciągu ostatnich kilku lat, obszary odbioru bagażu zostały rozszerzone zarówno na północnej i południowej części portu lotniczego oraz obszary odlotów w kierunku zachodnim również zostały znacznie rozbudowane, dodając restauracje i sklepy.

## Linie lotnicze i połączenia
Lotnisko obsługiwane jest przez 31 linii lotniczych, które oferują bezpośrednie połączenia do 94 portów lotniczych w 28 krajach Ameryki Południowej, Ameryki Północnej i Europie:
| Linia lotnicza           | Kierunek |
| ------------------------ | --- |
| Aerolíneas Argentinas    | 1. Buenos Aires-Aeroparque |
| Aeroméxico               | 1. Meksyk |
| Air Canada               | 1. Montreal-Trudeau 2. Toronto-Pearson |
| Air Europa               | 1. Madryt |
| Air France               | 1. Paryż-Charles de Gaulle |
| American Airlines        | 1. Dallas-Fort Worth 2. Miami |
| Arajet                   | 1. Santo Domingo-Las Américas |
| Avianca                  | 1. Armenia 2. Aruba 3. Asunción 4. Barcelona 5. Barranquilla 6. Boston 7. Bucaramanga 8. Buenos Aires-Ezeiza 9. Cali 10. Cancún 11. Caracas 12. Cartagena 13. Chicago-O'Hare (wznowione 27 października 2024) 14. Comayagua 15. Cúcuta 16. Curaçao 17. Cusco 18. Fort Lauderdale 19. Gwatemala 20. Ipiales 21. La Paz 22. Leticia 23. Lima 24. Londyn-Heathrow 25. Madryt 26. Manaus 27. Medellín-JMC 28. Meksyk 29. Miami 30. Montería 31. Montevideo 32. Montreal-Trudeau 33. Neiva 34. Nowy Jork-JFK 35. Orlando 36. Panama-Tocumen 37. Paryż-Charles de Gaulle 38. Pasto 39. Pereira 40. Popayán 41. Quito 42. Rio de Janeiro-Galeão 43. Riohacha 44. San Andrés 45. San José 46. San Juan 47. San Salvador 48. Santa Marta 49. Santiago de Chile 50. Santo Domingo-Las Américas 51. São Paulo-Guarulhos 52. Toronto-Pearson 53. Valledupar 54. Villavicencio 55. Waszyngton-Dulles 56. Yopal |
| Avianca Costa Rica       | 1. San José |
| Avianca Ecuador          | 1. Curaçao 2. Guayaquil 3. Panama-Tocumen 4. Quito 5. Santa Cruz de la Sierra |
| Avianca El Salvador      | 1. San Salvador |
| Avianca Express          | 1. Armenia 2. Barrancabermeja 3. Ibagué 4. Neiva 5. Popayán 6. Yopal |
| Avianca Guatemala        | 1. Gwatemala |
| Avior Airlines           | 1. Caracas 2. Valencia |
| Clic Air                 | 1. Arauca 2. Barrancabermeja 3. Florencia 4. Manizales 5. Medellín-Olaya Herrera 6. Neiva 7. Popayán 8. Puerto Asís 9. Quibdó 10. San José del Guaviare 11. Yopal |
| Copa Airlines            | 1. Panama-Tocumen |
| Delta Air Lines          | 1. Atlanta 2. Nowy Jork-JFK |
| Edelweiss Air            | 1. Cartagena 2. Zurych |
| Emirates                 | 1. Dubaj 2. Miami |
| Gol Transportes Aéreos   | 1. Brasilia (od 27 października 2024) 2. São Paulo-Guarulhos |
| Iberia                   | 1. Madryt |
| JetSmart Colombia        | 1. Cartagena 2. Medellín-JMC 3. Pereira 4. Santa Marta |
| JetSmart Chile           | 1. Santiago de Chile |
| KLM                      | 1. Amsterdam 2. Cartagena |
| LASER Airlines           | 1. Caracas |
| LATAM Chile              | 1. Madryt 2. Santiago de Chile |
| LATAM Colombia           | 1. Armenia 2. Barranquilla 3. Bucaramanga 4. Cali 5. Cartagena 6. Cúcuta 7. Ibagué 8. Leticia 9. Medellín-JMC 10. Miami 11. Montería 12. Neiva 13. Orlando 14. Pasto 15. Pereira 16. Quito 17. Riohacha 18. San Andrés 19. Santa Marta 20. São Paulo-Guarulhos 21. Yopal |
| LATAM Ecuador            | 1. Quito |
| LATAM Peru               | 1. Lima |
| Lufthansa                | 1. Frankfurt |
| Plus Ultra Líneas Aéreas | 1. Cartagena 2. Madryt |
| SATENA                   | 1. Aguachica 2. Apartadó 3. Arauca 4. Buenaventura 5. Florencia 6. Ipiales 7. La Macarena 8. Medellín-Olaya Herrera 9. Mitú 10. Pitalito 11. Puerto Asís 12. Puerto Carreño 13. Puerto Inírida 14. Quibdó 15. San José del Guaviare 16. San Vicente del Caguan 17. Saravena 18. Tame 19. Tumaco 20. Villagarzon |
| Sky Airline              | 1. Santiago de Chile (do 29 września 2024) |
| Spirit Airlines          | 1. Fort Lauderdale 2. Orlando |
| Turkish Airlines         | 1. Panama-Tocumen 2. Stambuł |
| United Airlines          | 1. Houston 2. Newark |
| Viva Aerobus             | 1. Cancún 2. Guadalajara 3. Meksyk-Ángeles 4. Monterrey |
| Volaris                  | 1. Meksyk |
| Wingo                    | 1. Armenia 2. Aruba 3. Barranquilla 4. Bucaramanga 5. Cali 6. Cancún 7. Caracas 8. Cartagena 9. Curaçao 10. Lima 11. Medellín-JMC 12. Panama-Pacífico 13. Pereira 14. Punta Cana 15. San José 16. Santa Marta 17. Santo Domingo-Las Américas |

### Cargo
- ABSA
- AeroSucre
- AeroSur (Colombia)
- Atlas Air
- British Airways World CargoSchedule
- Cargo Express
- Cargolux
- Centurion Air Cargo
- Cielos del Perú
- Colombian Air Cargo
- Cosmos Air Cargo
- DHL Express
- FedEx Express
- Florida West International Airways
- LAN Cargo
- Lufthansa Cargo
- Líneas Aéreas Suramericanas
- Martinair Cargo
- MasAir
- Tampa Cargo
- UPS Airlines
- World Airways Cargo

## Statystytki
| Zmiany     | 2010       | 2009       | 2008       | 2007       | 2006       | 2005       | 2004       | 2003      | 2002      | 2001      | 2000      |
| ---------- | ---------- | ---------- | ---------- | ---------- | ---------- | ---------- | ---------- | --------- | --------- | --------- | --------- |
| pasażerów  | 18.934.203 | 14.899.199 | 13.548.420 | 12.763.979 | 11.771.284 | 10.711.108 | 10.003.434 | 7.281.664 | 7.533.000 | 7.380.052 | 7.212.583 |
| Cargo (TM) | 594.946    | 512.844    | 578.812    | 585.598    | 590.931    | 561.318    | 531.474    | 482.152   | 420.605   | 374.608   | 378.035   |

| Miejsce | Miasto            | Pasażerów | % Zmiana |
| ------- | ----------------- | --------- | -------- |
| 1       | Miami             | 494 257   | 2,3%     |
| 2       | Lima              | 465 224   | 5,8%     |
| 3       | Panama (miasto)   | 459 236   | 10,2%    |
| 4       | Madryt            | 428 152   | 5,2%     |
| 5       | Nowy Jork         | 332 581   | 9,0%     |
| 6       | Quito             | 284 376   | 22,0%    |
| 7       | Meksyk (miasto)   | 272 009   | 46,0%    |
| 8       | Ft. Lauderdale    | 266 674   | 47,2%    |
| 9       | Caracas           | 241 135   | 37,2%    |
| 10      | São Paulo         | 216 161   | 48,2%    |
| 11      | Paryż             | 162 737   | 1,6%     |
| 12      | Houston           | 142 901   | 3,0%     |
| 13      | Santiago de Chile | 141 527   | 25,5%    |
| 14      | Buenos Aires      | 138 207   | 41,5%    |
| 15      | Guayaquil         | 122 084   | 17,2%    |
| 16      | Atlanta           | 100 943   | 1,3%     |
| 17      | Orlando           | 86 314    | 7,3%     |
| 18      | San José          | 83 159    | 1,0%     |
| 19      | Barcelona         | 81 341    | 32,3%    |
| 20      | Los Angeles       | 73 427    | 20,6%    |

| Miejsce | Miasto       | Pasażerów | Główne linie lotnicze                          |
| ------- | ------------ | --------- | ---------------------------------------------- |
| 1       | Medellín     | 2 284 893 | Avianca, Copa Airlines Colombia, Aires, Satena |
| 2       | Cali         | 2 278 299 | Avianca, Copa Airlines Colombia, Aires         |
| 3       | Cartagena    | 1 506 984 | Avianca, Copa Airlines Colombia, Aires         |
| 4       | Barranquilla | 1 281 655 | Avianca, Copa Airlines Colombia, Aires         |
| 5       | Bucaramanga  | 968 899   | Avianca, Copa Airlines Colombia, Aires         |
| 6       | Santa Marta  | 776 696   | Avianca, Copa Airlines Colombia, Aires         |
| 7       | Cucuta       | 673 745   | Avianca, Copa Airlines Colombia, Aires         |
| 8       | Pereira      | 627 838   | Avianca, Aires, Satena                         |
| 9       | San Andrés   | 458 444   | Avianca, Copa Airlines Colombia, Aires, Satena |
| 10      | Monteria     | 428 750   | Avianca, Copa Airlines Colombia, Aires         |